# تاریخچه جنسی یک خانواده فرانسوی
تاریخچه جنسی یک خانواده فرانسوی (فرانسوی: Chroniques sexuelles d'une famille d'aujourd'hui‎) یک فیلم کمدی-درام فرانسوی به کارگردانی ژان-مارک بار و پاسکال آرنولد است که در سال ۲۰۱۲ منتشر شد.